# HMS Antelope (F170)
La HMS Antelope (Pennant number F170), dodicesima nave da guerra britannica a portare questo nome, era una fregata type 21 della Royal Navy, costruita dai cantieri Vosper Thornycroft di Southampton, varata il 16 marzo 1972 ed entrata in servizio il 19 luglio 1975. Partecipò alla Guerra delle Falkland. Fu l'unica unità della sua classe su cui non vennero mai montati i lanciamissili Exocet.
Il 23 maggio 1982, mentre l'Antelope si trovava all'imbocco della baia di San Carlos in missione di protezione antiaerea di una testa di ponte sbarcata due giorni prima, fu attaccata dagli Skyhawk della Fuerza Aérea Argentina. Due bombe da 500 kg, lanciate dai piloti argentini tenente Luciano Guadagnini e sottotenente Hugo Gómez, colpirono la nave ma senza esplodere. La nave fu spostata in acque più sicure, e degli artificieri salirono a bordo per tentare il disinnesco delle due bombe. Durante queste manovre la spoletta a tempo di una delle bombe detonò. La nave fu squarciata dalla linea di galleggiamento al fumaiolo e l'esplosione innescò degli incendi che dalle sale macchine si diffusero rapidamente al resto della nave. Vista l'impossibilità di salvare la nave, il comandante Nick Tobin diede l'ordine di abbandono. Egli lasciò per ultimo la nave, e cinque minuti dopo i depositi munizioni iniziarono ad esplodere.
Le esplosioni proseguirono tutta la notte, e il mattino successivo l'Antelope galleggiava ancora, pur con la chiglia spezzata e le sovrastrutture ridotte ad un ammasso di rottami semifusi e contorti. Lo stesso giorno l'Antelope si spezzò in due e affondò.